# Lancetes towianicus
Lancetes towianicus är en skalbaggsart som beskrevs av Zimmermann 1924. Lancetes towianicus ingår i släktet Lancetes och familjen dykare. Inga underarter finns listade i Catalogue of Life.